# 卵星雲
卵星雲(Egg Nebula)は、はくちょう座の方角に約3000光年離れた位置にある。双極性原始惑星状星雲である。その特異な性質は、空軍地球物理学研究所が1971年から1974年にかけて行った観測ロケットによる11μmサーベイのデータから、1975年に初めて記述され（その前に、この天体は、フリッツ・ツビッキーによって銀河対として天体カタログに収録されていた）。
卵星雲の特徴は、中央の恒星を取り囲む一連の明るい弧と円である。濃いガスと塵の層が中央の恒星を覆い、直接の光を隠している。しかし、中央の恒星からの光は、この殻の薄い部分を透過し、外側のガスの層を輝かせて明るい弧のように見せている。
塵の殻は、円盤とよく似ている。画像に写る双極的な構造は、この系が降着円盤によって生み出されるような角モーメントを持っていることを示している。さらに、円盤状の配置により殻の厚さが変わり、光が円盤の軸に沿って逃げることを可能としている。塵の円盤は、いくつかのポストAGB天体の周りで確認されているが、卵星雲の周りの円盤の存在は未だ確定していない。
卵星雲は、ハッブル宇宙望遠鏡の広視野惑星カメラ2によって撮影された。

## ギャラリー

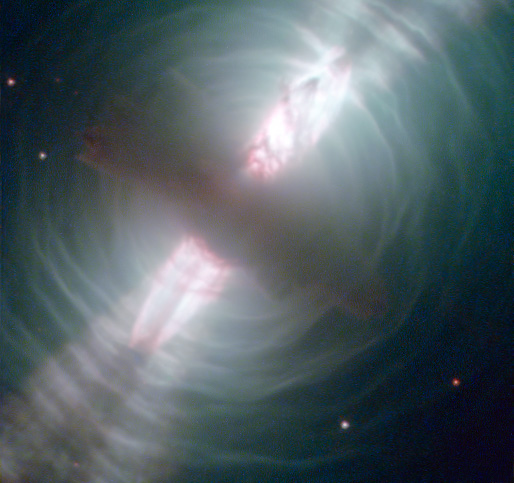
ハッブル宇宙望遠鏡の広視野カメラ3によって、可視光と赤外線の露光によって撮影された画像